# Mark Murphy
Mark Murphy (14. března 1932, Syracuse, New York, USA – 22. října 2015 Englewood, New Jersey) byl americký jazzový zpěvák. 
Vyrůstal v hudební rodině a hudbu a drama studoval také na Syracuské univerzitě. Své první album nazvané Meet Mark Murphy vydal v roce 1956. Později následovala řada dalších alb. V roce 1963 se usadil v Londýně. Během své kariéry spolupracoval s mnoha hudebníky, mezi něž patří například Till Brönner, Clark Terry, Dick Hyman a Ben Tucker. Několikrát byl časopisem Down Beat označen za zpěváka roku a rovněž byl nominován na cenu Grammy.